# Santa Cruz (Almodôvar)
Santa Cruz is een plaats (freguesia) in de Portugese gemeente Almodôvar en telt 898 inwoners (2001).